# 室女座R
室女座R，又名BD+07 2561，HD 109914、SAO 119509、HR 4808，是室女座的一颗恒星，视星等为7.08，位于銀經293.68，銀緯69.63，其B1900.0坐标为赤經12h 33m 25.4s，赤緯+7° 69.63′ 18″。